# Luc-Martial Dagenais
Pour les articles homonymes, voir Dagenais.
Luc-Martial Dagenais est un acteur franco-ontarien demeurant actuellement au Québec.

## Filmographie

### Cinéma
- 1989 : Comment faire l'amour avec un nègre sans se fatiguer : Client du bureau de poste
- 1990 : Ding et Dong, le film : Spectateur au théâtre
- 1997 : J'en suis ! : L’expert
- 1999 : Lili St. Cyr
- 2003 : La Grande Séduction : Avocat
- 2008 : L'Instinct de mort : Le directeur de la banque
- 2009 : Romaine par moins 30 : L'inspecteur des impôts
- 2011 : French Kiss : Serveur la Queenoulle
- 2012 : L'Affaire Dumont : Avocat

### Télévision
- 1989 : Les Noces de papier : Chauffeur
- 1989 : Robin et Stella : Léon Brizard
- 1992 : Scoop : Jules Kimpton
- 1993 : Blanche : Charles Barbeau
- 1993 : La Princesse astronaute : Professeur Copernic
- 1993 : Les Grands Procès : Dr Derome
- 1994 : René Lévesque : Père Mayer
- 1996 : 4 et demi... : Carl, Poète
- 1999 : Lassie : Officier montréalais
- 1999 : Dans une galaxie près de chez vous : Capitaine Romano Fafard (spectre)
- 2001 : Tribu.com : Lebel
- 2003 : 3X Rien : Orienteur
- 2003 : Une grenade avec ça? : M. D’Amour
- 2010 : Musée Éden : M. Ménard
- 2013 : Unité 9 : Propriétaire salon funéraire
- 2016 : Les Pays d'en haut : Curé Raudin